# The Tribe
The Tribe é um filme de drama de 1998, dirigido por Stephen Poliakoff.

## Enredo
Implacável dono de uma propriedade, Jamie expulsa Emily e os seus companheiros de uma habitação, seja de que forma for. No entanto, Jamie descobre mais do que ele imagina quando ele tenta executar os seus planos.

## Elenco
- Joely Richardson ...  Emily
- Jeremy Northam ...  Jamie
- Anna Friel ...  Lizzie
- Trevor Eve ...  Kanahan
- Laura Fraser ...  Megan
- Jonathan Rhys Meyers ...  Adam
- Sean Francis ...  Lawrence
- Stephanie Buttle ...  Katrinna
- George Costigan ...  Micky
- Lynne Miller ...  Judith
- Emma Amos ...  Diana
- Rene Lawrence ...  Colin
- Michael Feast ...  Delario
- Julian Rhind-Tutt ...  Forester
- Kate Isitt ...  Caroline